# Callogorgia gracilis
Callogorgia gracilis är en korallart som först beskrevs av Milne Edwards och Jules Haime 1857.  Callogorgia gracilis ingår i släktet Callogorgia och familjen Primnoidae. Inga underarter finns listade i Catalogue of Life.